# Teufelsmühle (Schwarzwald)
Die Teufelsmühle (908,3 m ü. NHN) ist ein Berg südlich von Loffenau im Nordschwarzwald. Sie liegt zwischen den Tälern der Murg im Westen und der Alb im Osten. Die Alb entspringt nahe der Ostflanke des Bergs (Albursprung), bevor sie wenige Kilometer weiter nördlich Bad Herrenalb erreicht. Über das aus Buntsandstein bestehende Gipfelplateau der Teufelsmühle, das sich in nord-südlicher Richtung erstreckt, verläuft die Grenze zwischen den Gemeinden Gernsbach im Murgtal und Loffenau, die beide dem baden-württembergischen Landkreis Rastatt angehören.

## Infrastruktur
Auf der Gipfelebene wurde 1910 der damals 10 m hohe Teufelsmühle-Turm errichtet. 1952 wurde der Aussichtsturm auf 16,2 m erhöht, 1958 um einen Gebäudeanbau erweitert, der schließlich zum Wanderheim ausgebaut wurde.
Unweit des Turms steht das Höhengasthaus Teufelsmühle. Gemeinsam bilden die Gebäude den Wohnplatz Teufelsmühle, einen Ortsteil von Loffenau. Er ist mit Kraftfahrzeugen über eine (früher zeitweise mautpflichtige) Stichstraße ab dem nördlich gelegenen Sattel Rißwasen (569,4 m ü. NHN) erreichbar. Der Berg ist Ausgangspunkt für Wanderungen und Mountainbike-Touren.
Nordwestlich unterhalb des Aussichtsturms auf 850 m ü. NHN betreibt der Drachen- und Gleitschirmclub Loffenau e. V. seit 1977 einen Startplatz für Drachen- und heute auch Gleitschirmflieger. Der Landeplatz liegt 550 Höhenmeter tiefer bei Loffenau. Ein weiterer Startplatz entstand 2015 direkt am Gipfelplateau durch Rodung eines Waldstücks auf der zu Gernsbach gehörenden Westseite.
Am Teufelsmühle-Turm ist eine Plakette mit dem Bild Hubertus Waldteufels angebracht, eines Heimatdichters, der eigentlich Emil Dietz hieß und von 1879 bis 1957 lebte, zuletzt in Bad Herrenalb-Zieflensberg. Nach ihm ist der Waldteufelweg im Oberen Gaistal benannt.

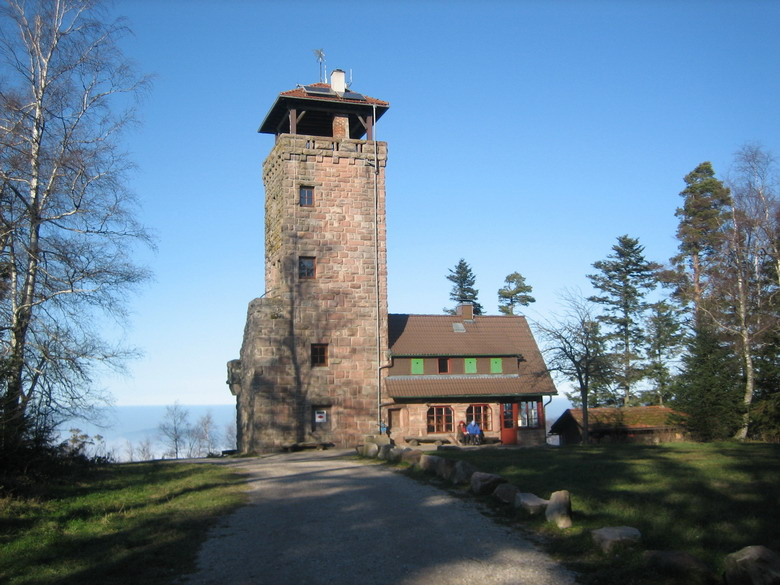
Aussichtsturm mit Ausflugsheim auf dem Gipfelplateau
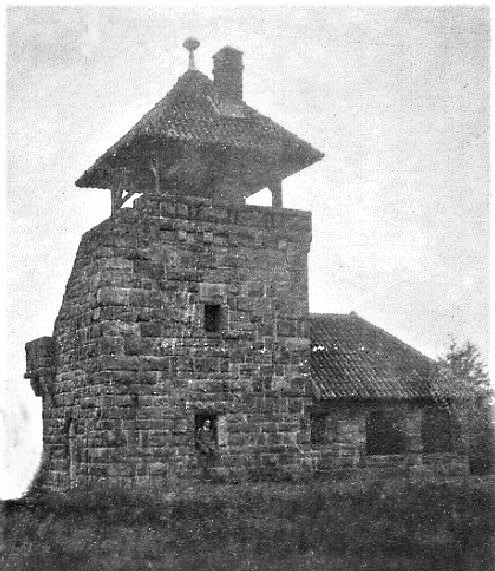
Der Turm im Jahr 1926, vor der Erhöhung

## Name
Die Teufelsmühle verdankt ihren Namen keiner wirklichen Mühle, sondern einer volkstümlichen Deutung der dort vorzufindenden eiszeitlichen Blockhalden. Mangels anstehender Felsmassive und ohne das Wissen über die Verwitterung des Buntsandsteins zu großen Blöcken bei Auswaschung des Feinmaterials, und den Transport durch Bodenfließen ist das Vorkommen großer Felsblöcke schwer erklärbar. In einer Sage werden die verstreut liegenden Blöcke so zu Bausteinen einer vom Teufel errichteten Mühle.

Blick nach Nordwesten über Loffenau bis zur Rheinebene